# Концерт для гобоя В.А. Моцарта
Концерт для гобоя Вольфганга Амадея Моцарта в до мажоре , К. 314 (271k), был написан весной или летом 1777 года для гобоиста Джузеппе Ферлендиса (1755—1802) из Бергамо . В 1778 году Моцарт переработал его в Концерт для флейты в ре мажоре . Этот концерт является широко исполняемым произведением для обоих инструментов и одним из наиболее важных концертов в репертуаре гобоя.

## Части
Как в Концерте для флейты № 1 Моцарта, это произведение оркестрировано для стандартного набора оркестровых струнных — (1-е и 2-е скрипки, альт, виолончель или контрабас, удваивающий басовую линию), двух гобоев и двух валторн in D или C. Первая и третья часть находятся в тонике до мажора, а вторая — в субдоминанте основной тональности — фа мажоре.
Произведение разделено на три части :
1. Аллегро аперто
2. Адажио нон троппо
3. Рондо: Аллегретто

## Концерт для флейты № 2
Концерт для флейты № 2 в ре мажоре, К. 314 (285d) — это адаптация оригинального концерта для гобоя. Голландский флейтист Фердинанд Де Жан (1731—1797) поручил Моцарту написать четыре флейтовых квартета и три концерта для флейты, из которых Моцарт закончил только три квартета и один новый концерт. Вместо того, чтобы писать второй концерт, Моцарт переписал концерт для гобоя, который он написал годом ранее, во второй концерт для флейты. В нём присутствуют существенные изменения, чтобы концерт соответствовал тому, что композитор считал флейтовым произведением. Однако Де Жан не заплатил Моцарту за этот концерт, потому что он был основан на концерте для гобоя.

## Оригинальные версии
В то время как оригинальная версия для гобоя была утрачена до того, как Альфред Эйнштейн написал книгу Моцарт: «Его характер, его работа», когда возникло подозрение о гобойном происхождении концерта для флейты, отчасти из-за ссылок в письмах на ныне отсутствующий концерт гобоя и аналогичных деталей в оркестровых струнных партиях, которые предполагали использование транспозиции. Кроме того, Эйнштейн отметил существование в Библиотеке Gesellschaft der Musikfreunde в Вене двух партитур концерта К. 314: в ре мажоре и до мажоре, что привело к убеждению, что концерт для гобоя стал первоисточником более позднего концерта для флейты. Оркестровые партии произведения и партии соло гобоя были найдены Бернхардом Паумгартнером в Зальцбурге в 1920 году.